# LGBT práva na Pitcairnových ostrovech

## Sexuální aktivita
Stejnopohlavní sexuální aktivita je na Pitcairnových ostrovech, které tvoří součást Zámořských území Spojeného království, legální od r. 2001. Místní ústava přijatá v r. 2010 zakazuje diskriminaci jiných sexuálních orientací.

## Stejnopohlavní svazky
Stejnopohlavní manželství je na Pitcairnových ostrovech z principu legální od 14. května 2015. Nejsou dosud známy případy oddaných homosexuálních párů, na ostrovech žije k roku 2016 60 obyvatel.

## Armáda
LGBT jednotlivci smějí otevřeně sloužit v Britských ozbrojených silách, které jsou odpovědny za obranu ostrovů.